# Тиери Бретон
Тиерѝ Брето̀н (на френски: Thierry Breton) е френски бизнесмен и политик.
Роден е на 15 януари 1955 година в Париж в семейството на държавен служител. През 1979 година завършва електроинженерство и компютърни науки в „Сюпелек“, след което работи в областта на информационните технологии. Заема ръководни постове в големи предприятия – „Се Же И“ (1990 – 1993), „Бюл“ (1993 – 1997), – оглавява „Томсон“ (1997 – 2002), „Франс Телеком“ (2002 – 2005) и „Атос“ (2009 – 2019). През 2005 – 2007 година е министър на икономиката, финансите и промишлеността.
През 2019 година Тиери Бретон става еврокомисар за вътрешния пазар в Комисията „Фон дер Лайен“.